# Asfaltbeton

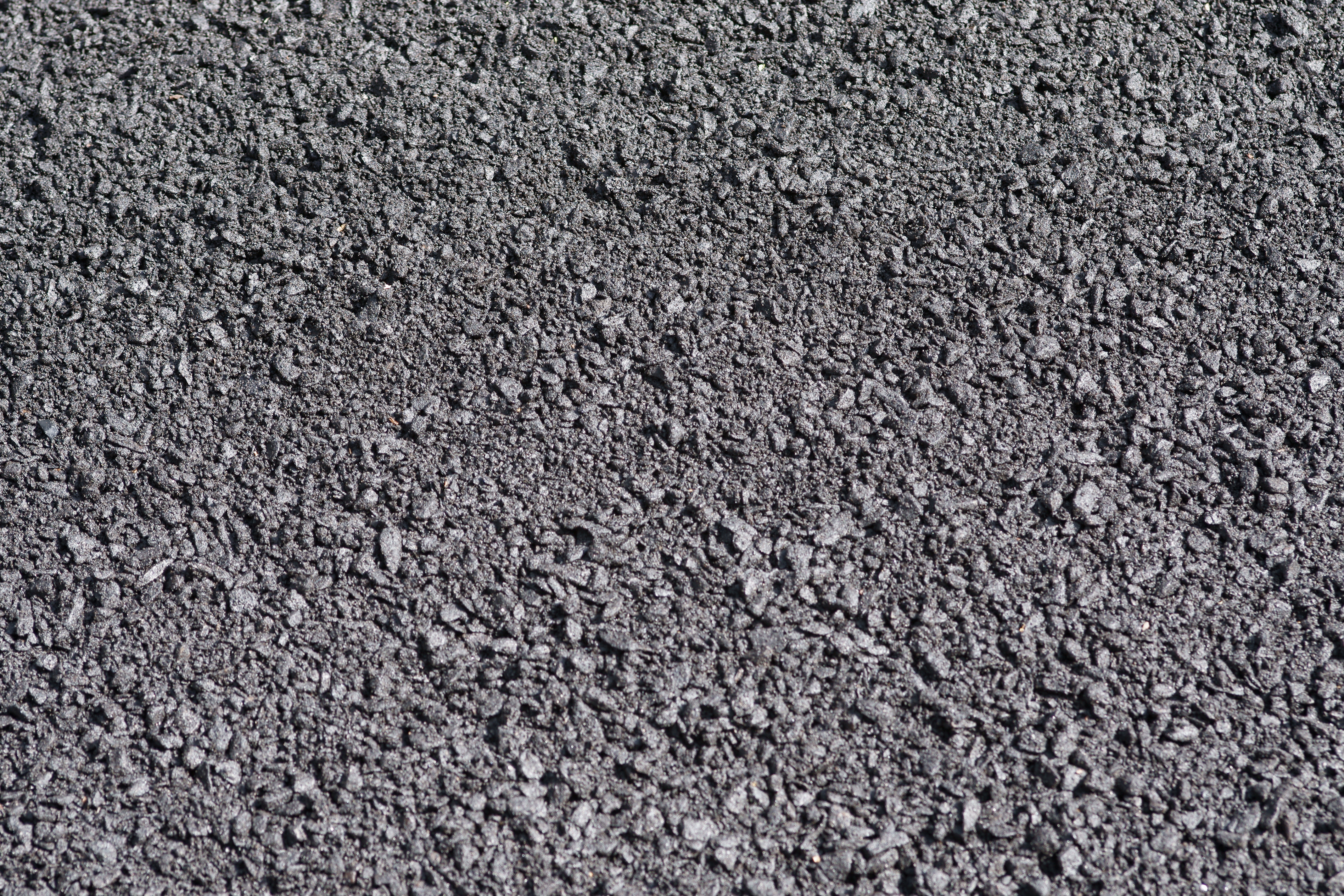
Asfaltbeton

Asfaltbeton is een materiaal dat wordt samengesteld uit minerale aggregaten en bitumen dat wordt gebruikt als wegverhardingsmateriaal.
Specifiek is asfaltbeton in het nieuwe Europese classificatiesysteem een type asfaltverharding. Andere soorten asfaltverhardingen zijn onder andere poreus asfalt (Zeer Open Asfaltbeton - ZOAB), steenmastiekasfalt en gietasfalt.
Een belangrijk onderscheidend kenmerk van asfaltbeton is dat het een gevuld mengsel betreft. Gevulde mengsels kenmerken zich door de aanwezigheid van een dragend steenskelet en een gering percentage poriën. In tegenstelling tot steenmastiekasfalt heeft dicht asfaltbeton een mortelvulling, dus een vulling zonder zand. Door de dichte pakking is het aantal contactpunten tussen de skeletkorrels groot, waardoor een stabiel mengsel wordt verkregen met een lage contactdruk per contactpunt, waardoor verbrijzeling in het aggregaat wordt vermeden. Mede door de continue gradering kan worden volstaan met een kleine hoeveelheid van het relatief dure bindmiddel (bitumen) in vergelijking met bijvoorbeeld steenmastiekasfalt, hoewel een zekere ‘verzadiging’ met bitumen in de deklagen vereist is om voldoende bescherming te bieden tegen indringing van lucht en vocht (minimaal 6%, tegen minimaal 4% voor onderlagen).

## Toepassing

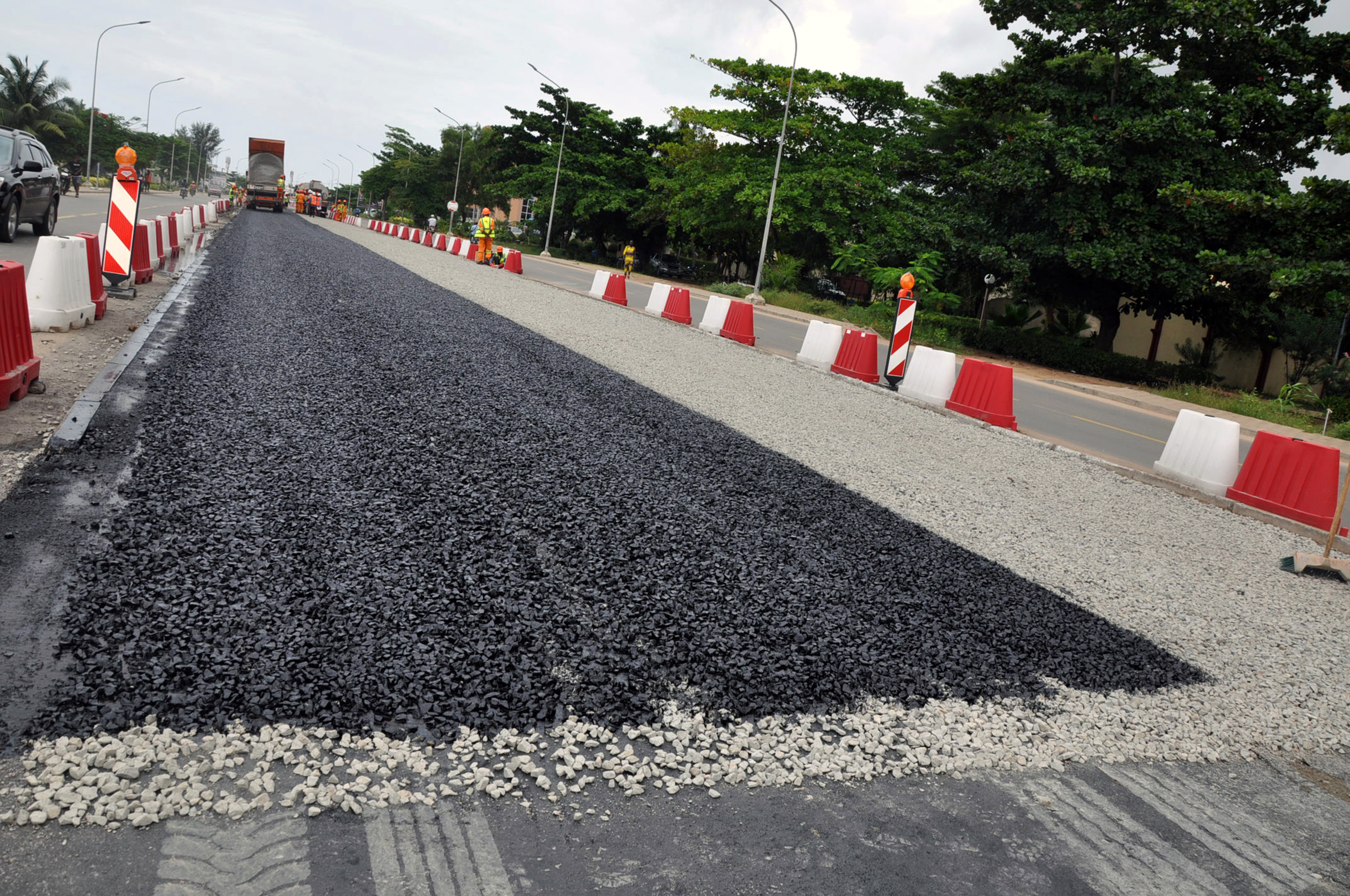
Wegverharding in Benin

Asfaltbeton is een materiaal dat van oudsher wordt toegepast als wegverharding. Het wordt over vrijwel de gehele wereld gebruikt in min of meer dezelfde samenstelling, maar met sterk wisselende bouwstofeisen en bitumengehalten. Asfaltbeton wordt zo genoemd omdat deze qua gradering vergelijkbaar is met beton, dus continu gegradeerd. Asfaltbeton kan zowel worden toegepast voor bovenlagen als onder- en tussenlagen, waarbij de optimale samenstelling echter wel varieert.

## Subtypen
Een aantal in het Nederlands taalgebied gangbare benamingen voor asfaltsoorten kunnen worden beschouwd als varianten binnen de categorie asfaltbeton. Asfaltbeton als deklaag wordt meestal aangeduid als dicht asfaltbeton. Voor tussenlagen of als tijdelijke deklaag wordt vaak een mengsel toegepast dat aangeduid wordt als open asfaltbeton, doordat het een groter percentage holle ruimte kent dan de deklagen. Voor onderlagen wordt een mengsel toegepast met een groter percentage steen (grind of steenslag) en een nog lager bitumengehalte. Grind heeft echter een lage inwendige wrijving en daardoor een lage weerstand tegen blijvende vervorming. Bij intensief verkeer (verkeersklassen 4 en 5) dient daarom het duurdere steenslag in plaats van grind te worden gebruikt. Afhankelijk van deze keuze spreekt men wel van grindasfaltbeton of steenslagasfaltbeton. Als funderingslaag voor asfaltwegen wordt wel zandasfaltbeton gebruikt.